# China-Airlines-Flug 611
China-Airlines-Flug 611 (Flugnummer: CI611) war ein internationaler Linienflug der taiwanischen Fluggesellschaft China Airlines von Taiwan nach Hongkong, auf dem am 25. Mai 2002 eine Boeing 747-209B nahe den Penghu-Inseln in die Formosastraße stürzte.

## Flugzeug
Bei der eingesetzten Maschine handelte es sich um eine Boeing 747-209B mit der Registrierungsnummer B-18255 (ursprünglich B-1866), die am 16. Juli 1979 ihren Erstflug absolvierte und am 31. Juli 1979 von Boeing an China Airlines ausgeliefert wurde; das Flugzeug war damit zum Zeitpunkt des Unfalls etwa 22 Jahre und 11 Monate alt. Es hatte seit seiner Indienststellung 64.810 Flugstunden absolviert und war mit vier Triebwerken vom Typ Pratt & Whitney JT9D-7AW ausgestattet. Vor dem Unfallflug wurde die B-18255 von China Airlines für 1,45 Millionen US$ an Orient Thai Airlines verkauft. Nach dem Rückflug aus Hongkong hätte die Maschine an diese übergehen sollen.
Die B-18255 war die letzte Passagier-Version der Boeing 747-200 im Dienste der China Airlines. Die beiden Schwestermaschinen wurden bereits 1999 zu Frachtern umgerüstet, wovon einer 2008 im Dienste der Centurion Air Cargo nach einem Triebwerksausfall im kolumbianischen Bogotá abstürzte und zwei Personen am Boden tötete.

## Verlauf
Das Gate am Flughafen Taiwan schloss um 14:50 Uhr, zehn Minuten nach der eigentlich geplanten Abflugszeit, und das Flugzeug verließ seine Parkposition. Die Crew bereitete den Start vor. Um 15:07 Uhr erhielt das Flugzeug die Starterlaubnis (cleared for take off) und hob ab. Nach dem Start erteilte die Flugsicherung die Anweisung, auf eine Flughöhe von knapp 8.000 Meter (26.000 Fuß) zu steigen. Um 15:16 Uhr wurde die Freigabe zum Steigen auf 10.600 Meter (35.000 Fuß) erteilt. Etwa 13 Minuten später verschwand das Flugzeug in dieser Höhe vom Radar. Die Maschine brach während des Flugs auseinander und stürzte rund 45 Kilometer nordöstlich der Penghu-Inseln ins Meer. Wrackteile wurden auch in Changhua, 45 Kilometer von der Absturzstelle entfernt gefunden. Alle 225 Personen an Bord kamen ums Leben.

### Wetterbedingungen
Die Wetterbedingungen in Taiwan waren gut. Es war sonnig und 28 Grad Celsius warm. Ein leichter Wind mit einer Stärke von neun Knoten wehte aus östlicher Richtung.

## Passagiere und Crew
Die meisten der 206 Passagiere und die gesamte 19-köpfige Crew stammten aus Taiwan. Außerdem waren neun Bürger der Volksrepublik China, fünf aus Hongkong, einer aus Singapur und einer aus der Schweiz an Bord der Maschine. Unter den Passagieren befanden sich auch drei Säuglinge.

## Unfallursache
Eine 22 Jahre zuvor durchgeführte Reparatur nach einem Tailstrike war nicht nach den gültigen Reparaturvorschriften durchgeführt worden. Somit wurde die strukturelle Integrität nicht in vollem Umfang wiederhergestellt. Dies führte, unentdeckt bei Routinekontrollen, über die Jahre zu Ermüdungsrissen.
Die Ermittler hielten es aufgrund der Position der Druckausgleichpaneele und der besagten Reparatur für sehr wahrscheinlich, dass es zu einem strukturellen Versagen bei der hinteren unteren Rumpfsektion gekommen war. Es wurde vermutet, dass ein 1,8 m langer Riss zur Abtrennung eines der unteren Rumpfsegmente führte, wodurch es letztendlich zum Auseinanderbrechen des Flugzeugs in der Luft kam.

## Folgen
Bei den vier Boeing 747-200, welche von China Airlines für Frachtflüge betrieben wurden, wurde ein Sicherheitscheck durchgeführt. Das NTSB gab am 8. April 2003 vier Sicherheitsempfehlungen wegen unsachgemäßer Reparaturen an den Druckventilen, versteckten Schäden, Ermüdungsschäden und strukturellem Versagen heraus.

## Ähnliche Flugunfälle
- Japan-Air-Lines-Flug 123
- Aloha-Airlines-Flug 243
- British-European-Airways-Flug 706
- Far-Eastern-Air-Transport-Flug 103